# Oberonia pumila
Oberonia pumila là một loài thực vật có hoa trong họ Lan. Loài này được (Fukuy. ex S.C.Chen & K.Y.Lang) Ormerod mô tả khoa học đầu tiên năm 2002.